# Evangelische Kirche St. Johannes der Täufer (Lindenhorst)

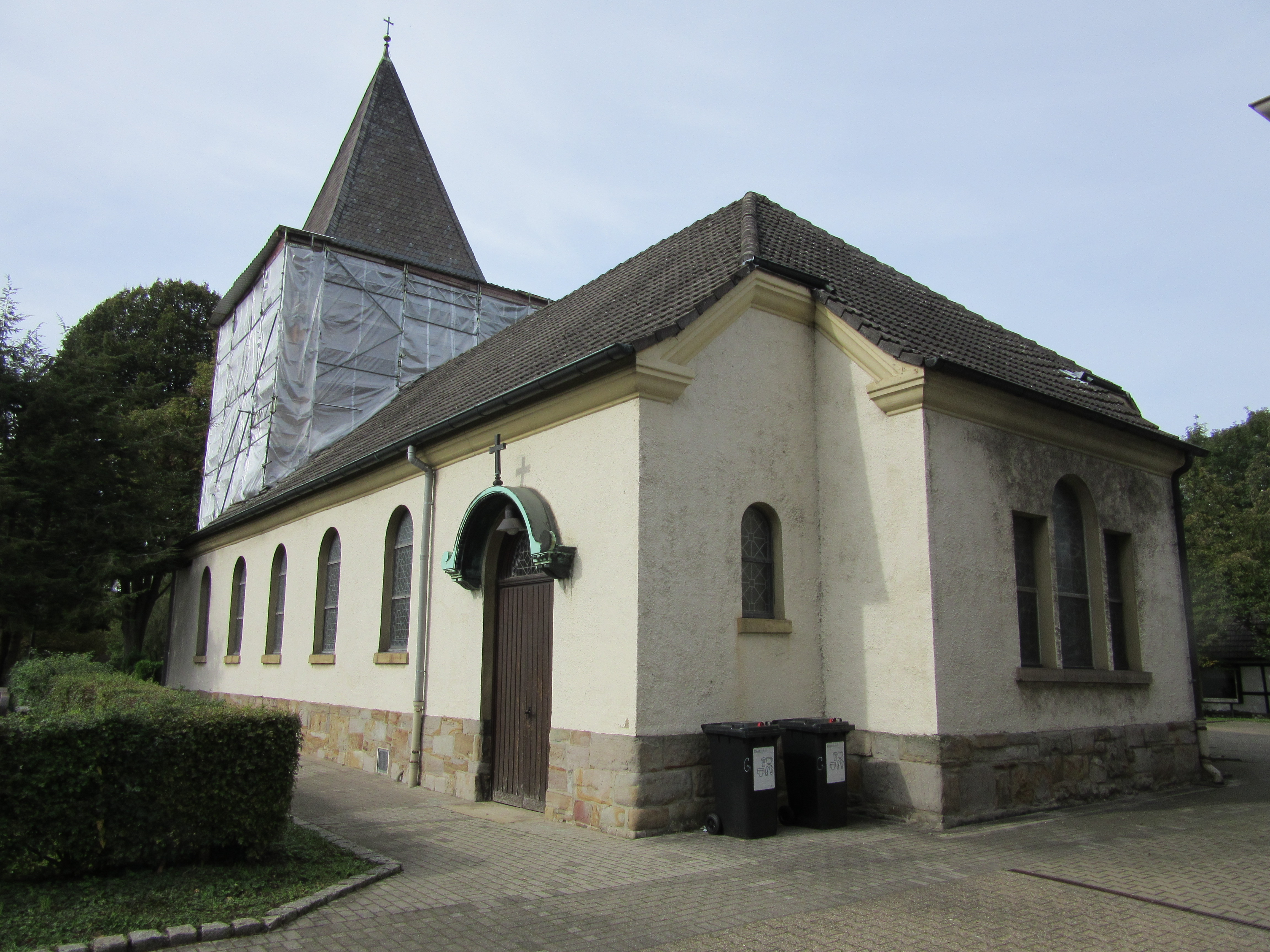
Ansicht des Kirchenschiffs

Die Evangelische Kirche St. Johannes der Täufer ist ein denkmalgeschütztes Kirchengebäude in Dortmund-Lindenhorst, Alte Ellinghauser Straße 7.

## Geschichte und Architektur
Die Saalkirche wurde von 1910 bis 1912 nach Entwurf des Architekten Gustav Mucke errichtet. Darunter befinden sich Überreste eines bereits 1388/89 zerstörten früheren Kirchenschiffes mit Grabstätten innerhalb des Kirchenschiffs.
Sie ergänzte den romanischen, wohl im 13. Jahrhundert erbauten Kirchturm. Er ist der Rest der ehemaligen, vermutlich den Herren von Lindenhorst, die von 1316 bis 1452 Grafen von Dortmund waren, gehörenden Kirche. Die Bruchsteinmauern sind ungegliedert, das Portal befindet sich westlich. Die Schallöffnungen sind mit kleinen Mittelsäulen geschmückt. Renoviert wurde das Gebäude 1968, 1983 und 1984. Eine der beiden Glocken ist mit der Jahreszahl „1405“ bezeichnet. Am 16. November 2013 wurde die Kirche entwidmet.
Pfarrer und Pfarrerin an der Lindenhorster Kirche waren zwischen 1895 und 2013:
- bis 1900: Rudolf Philipps
- bis 1904: Pastor Klothmann und Pastor Meyer
- bis 1931: Rudolf Philipps
- bis 1969: Heinrich Niemeyer
- bis 1970: Heinz Listmann
- bis 1980: Heinrich Wilke
- bis 2003: Siegward Busat (innerhalb der fusionierten Gemeinde Eving-Lindenhorst)
- bis 2013: Sabine Staroste